# Caballo criollo

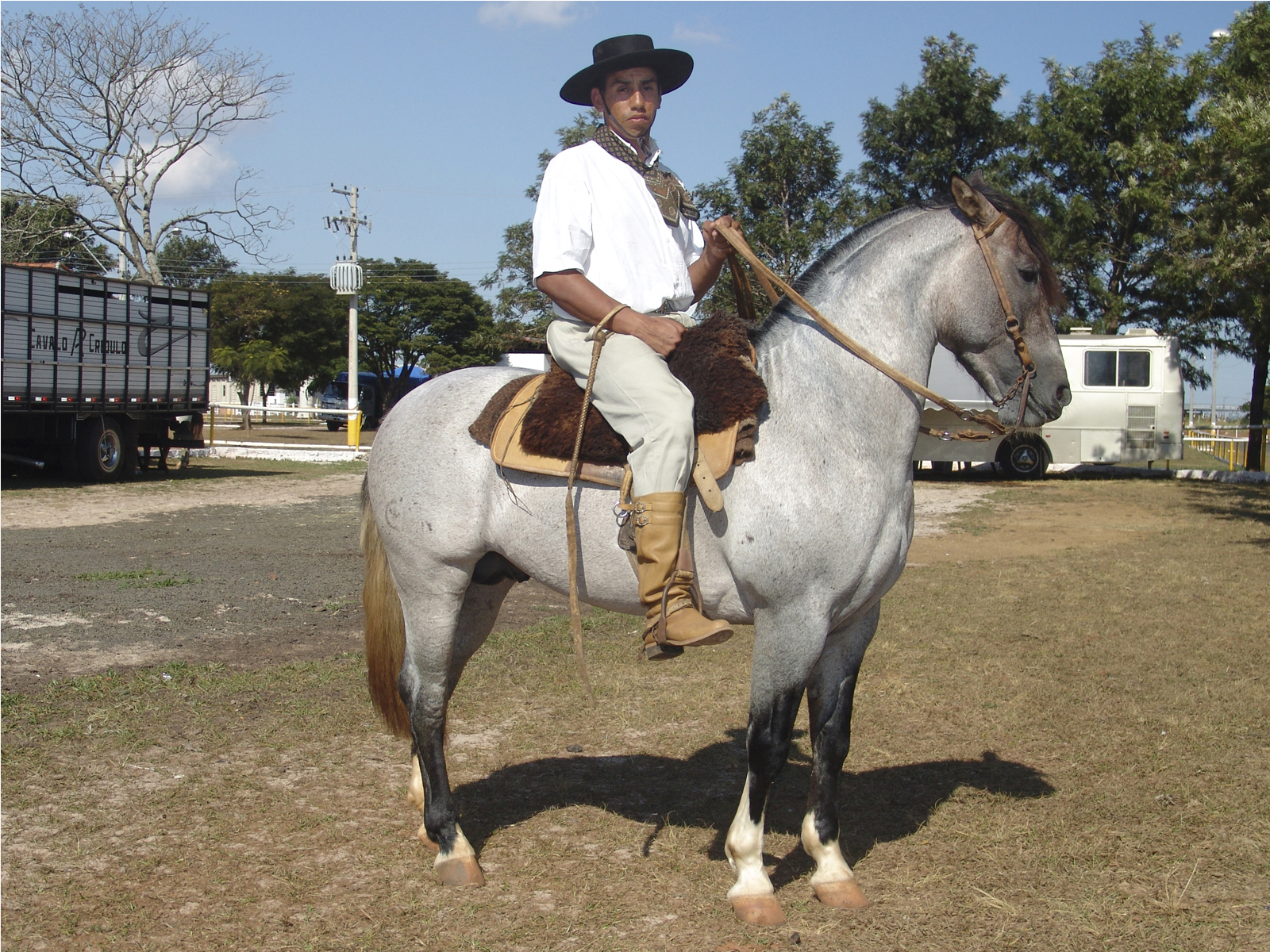
Caballo criollo montado por un gaucho.

Por caballo criollo se conoce a una raza equina que se distribuye por toda América del Sur, en América Central y América del Norte. En los distintos países del continente se ha ido desarrollando de diverso modo. Como raza registrada, el caballo criollo es la raza característica del Cono Sur y cada año son más quienes lo crían, lo utilizan para las duras tareas del campo, o lo disfrutan en sus momentos de ocio.

## Orígenes
En la prehistoria, durante el pleistoceno existían caballos autóctonos en casi toda América, el tterritorio que corresponde a la región pampeana fue particularmente rico en estos "paleocaballos"  (principalmente hipiddiones). Pero la llegada del ser humano hace más de 11.000 años parece haber sido un factor decisivo (junto a epizootias) para la absoluta extinción de los equinos autóctonos de América; por este motivo a la llegada de los europeos (fines del siglo XV e inicios del siglo XVI) no existía ninguna memoria ni conocimiento de esos primeros caballos de los cuales solo quedan fósiles.
El caballo criollo es descendiente del caballo ibérico traído por los conquistadores españoles a América. Un compuesto genético de caballos derivado del caballo berberisco del norte de África, del caballo del Valle del Guadalquivir  en Andalucía y otros que se agrupaban en el género de caballos de trabajo llamados "jacas" o "rocines". Ya en América, algunos de ellos escaparon de las haciendas y misiones religiosas. En el campo formaron grandes manadas y una vez expuestos a un entorno salvaje, la selección natural y la endogamia, les fijaron características genéticas propias. 
Los especímenes equinos traídos a América no eran caballos seleccionados para la reproducción, eran caballos rústicos y valientes usados en España para el trabajo. El transporte y población de las Indias con ganado mayor y menor, así como grandes hatos caballares, asnales y mulares, fue activamente promovido por la Corona Española como modo de hacer florecer la economía en los virreinatos y método para impulsar la modernización de las infraestructuras de comercio y comunicación. Su introducción se produjo a la par que la apertura de calzadas y postas. A la llegada de los españoles, no existía en América un animal que pudiese cargar más que el ser  humano, a excepción de la llama, cuya distribución estaba muy localizada en el Perú. Un buen ejemplo de esta política se encuentra en las Cartas que deja a su sucesor el virrey Mendoza, primer virrey de la Nueva España
Hasta que no se reprodujeron en abundancia, los caballos traídos a América poseían un elevadísimo costo debido a su gran valor práctico y táctico y a su escasez inicial.
Los primeros caballos entraron en territorio de Argentina con los primeros conquistadores españoles, en la Corriente del Norte  a partir de la "Entrada del español Diego de Almagro", en 1535, quien lo hizo  a través del Perú y Alto Perú, y casi inmediatamente del puerto de Buenos Aires y de territorios otrora españoles y hoy en poder de Brasil. La Corriente del Este con la que se introdujo desde los 1530 masívamente ganado desde Europa (especialmente desde Andalucía) por el puerto rioplatense de Buenos Aires es considerada la más importante, se trata de los caballos traídos por Pedro de Mendoza al fundar la Ciudad de Buenos Aires en 1536.
Más tarde, Pedro de Mendoza debió abandonar Buenos Aires obligado por la defensa de los indígenas, y dejó los caballos, que una vez sueltos se reprodujeron prodigiosamente merced al bioma de praderas y pastizales y clima templado típico de la Pampa Húmeda. Tanto, que al llegar Juan de Garay, en 1580 al Río de la Plata consideró a las caballadas como “fantásticas” (abundantes y de excelente calidad).
Solo los más fuertes lograron sobrevivir y reproducirse, aprendiendo a defenderse de los peligros tales como pumas y otros depredadores, soportando además climas extremos. Los pueblos aborígenes, increíblemente adaptables al "monstruo invasor", aprendieron primero a alimentarse de su carne, y después lograron una relación simbiótica con el caballo, a tal extremo que en el presente se sigue ampliando el estudio de la "doma india".
Volviendo a la reproducción y origen de los caballos en el territorio argentino: si ya desde inicios del siglo XVI quedaron caballos libres y se reprodujeron masivamente, estos caballos o baguales cimarrones pasaron a ser considerados "realengos", es decir posesión de la Corona española, aunque en la práctica eran utilizables por cualquier persona habilitada, como los campesinos libres -luego gauchos-, que hicieron de los caballos uno de sus principales medios de subsistencia y un símbolo de prestigio (pingo es uno de los nombres dados al caballo y al pene).

En cuanto a los indígenas, especialmente los del sur, si por un lado amansaban a los caballos de un modo casi nada violento, era común que consumieran como un manjar la carne de yeguas.

Por otra parte ciertas características de algunos caballos criollos ha hecho suponer que pudieran poseer algún acervo genético asnal debido a un incidental cruce con una —excepcional— mula fértil (el territorio argentino fue centro de crianza masiva de mulas para el transporte de minerales preciosos desde las montañosas regiones del Altos Peruanos), sin embargo, esto es sólo una hipótesis.[cita requerida]

## Guerras de la Independencia
En la guerra de la independencia argentina se utilizaron casi exclusivamente caballos criollos, ya que hasta ese momento la llegada de otras razas desde Europa era muy reducida.

## Casi perdido
Después de 1816, tras la independencia y debido a la creciente europeización en todos los ámbitos de la vida argentina, el caballo criollo fue dejado de lado como raza y mestizado con sangres extranjeras en la creencia de que así se lo mejoraría. Se lograron caballos de mayor altura y más veloces, pero todo ello en detrimento de la resistencia a la fatiga y a las condiciones extremas. Parecía que el fin había llegado para esos nobles caballos.

## La recuperación
Hubo un grupo de estancieros leales a las aptitudes del caballo criollo, que mantuvo sus animales sin mestizar, con las características adquiridas a través de 400 años de selección natural. A principios del siglo XX, pese a todo, aún existían caballadas salvajes en las regiones patagónica y en la Pampeana (en sistemas serranos de Ventania y de Tandilia.
La recuperación del caballo criollo, con una selección científica, la lideró Emilio Solanet. Con un grupo de criadores, como Julio Francisco Casares, fundó la Asociación de Criadores de Caballos Criollos, recuperando la raza, convirtiendo al caballo criollo en un caballo versátil, económico, rústico y dócil. Sus dos ejemplares más famosos, Mancha y Gato, recorrieron el Continente Americano desde las ciudad de Buenos Aires a la de  Nueva York, guiados por Aimé F. Tschiffelly, batiendo récords de distancia y altura.